# 허동찬
허동찬(許東粲, 1932 ~ )은 일본 오사카(大阪) 출생의 재일 한국인 김일성 연구가이다. 처음에는 조총련에서 활동하다 1976년 북한을 방문하여 실상을 목도한 후 북한에 대해 비판적 입장을 가지게 되고 조총련에서 추방된다. 그 후 김일성에 대한 비판적 연구를 많이 하였고, 이와 관련한 다수의 저서가 있다. 임택삼(林擇三, 林 択三)이란 필명을 쓰기도 했다.

## 약력
허동찬의 주요 경력은 아래와 같다.
- 1932년 일본 오사카(大阪)에서 출생.
- 제2차 세계대전이 일어난 이듬해에 오카야마(岡山県)에 소개하여 그곳에서 고등학교까지 졸업.
- 8.15 해방 후 조총련에 들어감.
- 동경대학에서 중국문학을 전공.
- 1955년부터 조총련의 맹원으로 있었음.
- 1962년 조총련계 조선대학교에 들어가 1982년까지 20년간 교편을 잡음.
- 1976년 가을 조총련 조선대 문학부부부장의 자격으로 김일성종합대학 창립 30돌 기념 축하대표단의 일원으로 2개월반 북한을 순방. 11월에는 김일성과도 만남. 이 방문에서 북한땅은 지상락원이 아니라 생지옥인 것을 알게되어 절망에 빠짐.
- 1978년 강사로 강등
- 1982년 「주체사상을 신봉하면 나라가 망한다」라는 즉흥시가 발각되어 조총련에서 추방됨.
- 이후 북한 김일성을 필생의 연구분야로 선택하게 되고, 날조된 김일성 역사를 바로잡는데 일생을 바치기로 마음먹고 오직 김일성연구에 전념함.
- 1992년 4월부터 사단법인 외교국방연구소장

## 주요 저작
- 허동찬(許東粲), 『김일성 평전(金日成 評傳) 2-1』 統一論叢 3집 (淑明女子大學校 統一問題硏究所, 1986년), pp. 7–34

허동찬(許東粲), 『김일성 평전(金日成 評傳) 2-2』 統一論叢 4집 (淑明女子大學校 統一問題硏究所, 1987년), pp. 21-59
(원문보기를 택하면 볼 수 있음.)
- 허동찬(許東粲), 『김일성 평전 (金日成 評傳) - 허구와 실상』, 북한문제연구소(北韓問題硏究所), 1987

허동찬(許東粲), 『김일성 평전 [속] (金日成 評傳 [續])』, 북한문제연구소(北韓問題硏究所), 1988년 4월 1일.
- 허동찬(許東粲), 『《조선전사》 현대편(現代篇)의 분석·비판(分析·批判)』 국사관 논총(國史館論叢) 제4집(第4輯), 국사편찬위원회, 1989-10-09

- 오늘의 이념논쟁. 5-8 (서울 : 원일정보, 1989)

제7권. 김일성 주체사상의 올바른 이해 / 허동찬 著
제8권. 김일성 항일투쟁 공방 / 허동찬 著
- 허동찬(許東粲), 『김일성 황혼기 회고록 그 사실적 검증』 (서울: 남북문제연구소, 1992)
- 새전기 「세기와 더불어」 허동찬씨의 분석 (신고 김일성 자서전 연구) : 1992~1993년간 서울신문에 연재 (총 55회)

김일성 자서전 연구 재일 조선대교수 20년… 김일성연구 1인자 / 집필자 허동찬씨는… 서울신문 1992. 10. 01 (목)  5면
새전기 「세기와 더불어」 허동찬씨의 분석(신고 김일성 자서전 연구 : 2) 1992. 10. 06 (화) 서울신문 3면
새전기 「세기와 더불어」 허동찬씨의 분석(신고 김일성 자서전 연구 : 55·끝) 1993. 05. 07 (금) 서울신문 6면
- 許東粲, 『金日成評伝 - 虚構と実像』, 亜紀書房（1992/02発売）
- 許東粲, 《在滿韓人祖國光復會 宣言과 綱領의 成立經緯》  『韓民族獨立運動史論叢 : 水邨 朴永錫敎授華甲紀念』, (探求堂, 1992) pp.731~748
- 도흥렬, 허동찬, 이기봉 지음, 『북한탐구시리즈 1 -- 민족사 입장에서 본 김일성 정권』 (남북문제연구소, 1993년)

林 択三(林擇三)이란 필명으로 일본의 잡지 「自由」에 아래 글을 연재하기도 했다.
- 林 択三, 《金日成の虚像》, 「自由」(雑誌)에 103회에 걸쳐 연재  / 「自由」編集委員会 編

[1회] : 林 択三, 《独裁者・金日成の伝説-1-》, 自由 / 「自由」編集委員会 編 25(7) 1983.07 pp.128～136
[103회] : 林 択三, 《金日成の虚像-103完-日本の敗戦と朝鮮解放》, 自由 / 「自由」編集委員会 編 36(4) 1994.04 pp.67～75
동북아역사넷을 林擇三으로 검색하면 소장한 「自由」지 일부를 확인 가능.
일부는 한국어로 「共産圈硏究」에 실리기도 함. : 국회도서관 "임택삼"으로 검색